# Vittorio Sala
Vittorio Sala (Palermo, 1º luglio 1918 – Roma, 11 maggio 1996) è stato un regista e sceneggiatore italiano.

## Biografia
Dopo aver conseguito la laurea in giurisprudenza, si iscrive al corso di regia presso il Centro Sperimentale di Cinematografia, di Roma, continuando anche l'attività di giornalista e critico nelle pagine degli spettacoli del quotidiano Il Popolo.
A partire dalla metà degli anni 30 realizza una grande quantità di documentari, per debuttare come regista di un lungometraggio con la pellicola Donne sole del 1956.

## Filmografia

### Regista e sceneggiatore
- 045: ricostruzione edilizia (1952)
- Il mercato comune europeo (1958)
- Le case degli italiani (1958)
- Costa Azzurra (1959)
- La regina delle Amazzoni (1960)
- I Don Giovanni della Costa Azzurra (1962)
- Il treno del sabato (1964)
- Ray Master, l'inafferrabile (1966)
- Ischia operazione amore (1966)
- Il signor Bruschino (1967)
- Sport Superstar (1978)

### Regista
- La luce negli impressionisti (1935)
- Immagini e colore (1938)
- Nebbia a Venezia (1938)
- Palermo Normanna (1938)
- Una storia di Pinturicchio (1938)
- Notturno (1938)
- Il piccolo sceriffo (1950)
- Corali senesi (1954)
- Donne sole (1955)
- Il pittore di borgo (1955)
- La città del cinema (1955)
- Tempo di tonni (1955)
- Défilé (1956)
- Ritmi di New York (1957)
- Giovani delfini (1960)
- La regina delle Amazzoni (1960)
- Canzoni nel mondo (1963)
- L'intrigo (1964)
- Berlino appuntamento per le spie (Operazione Polifemo) (1965)
- Diritto di Cronaca (1969)

### Sceneggiatore
- Fiamme sulla laguna, regia di Giuseppe Maria Scotese (1951)
- La palude del peccato (1954)